# 파프 무사 코나테
파프 무사 코나테(프랑스어: Pape Moussa Konaté, 1993년 4월 3일 ~ )는 세네갈의 축구 선수로, 포지션은 공격수이다. 현재는 조지아의 디나모 바투미에서 활약 중이다.